# Kaduj
Kaduj – osiedle typu miejskiego w Rosji, w obwodzie wołogodzkim. W 2010 roku liczyło 11 284 mieszkańców.